# Charadrius tricollaris
Charadrius tricollaris là một loài chim trong họ Charadriidae.

## Hình ảnh

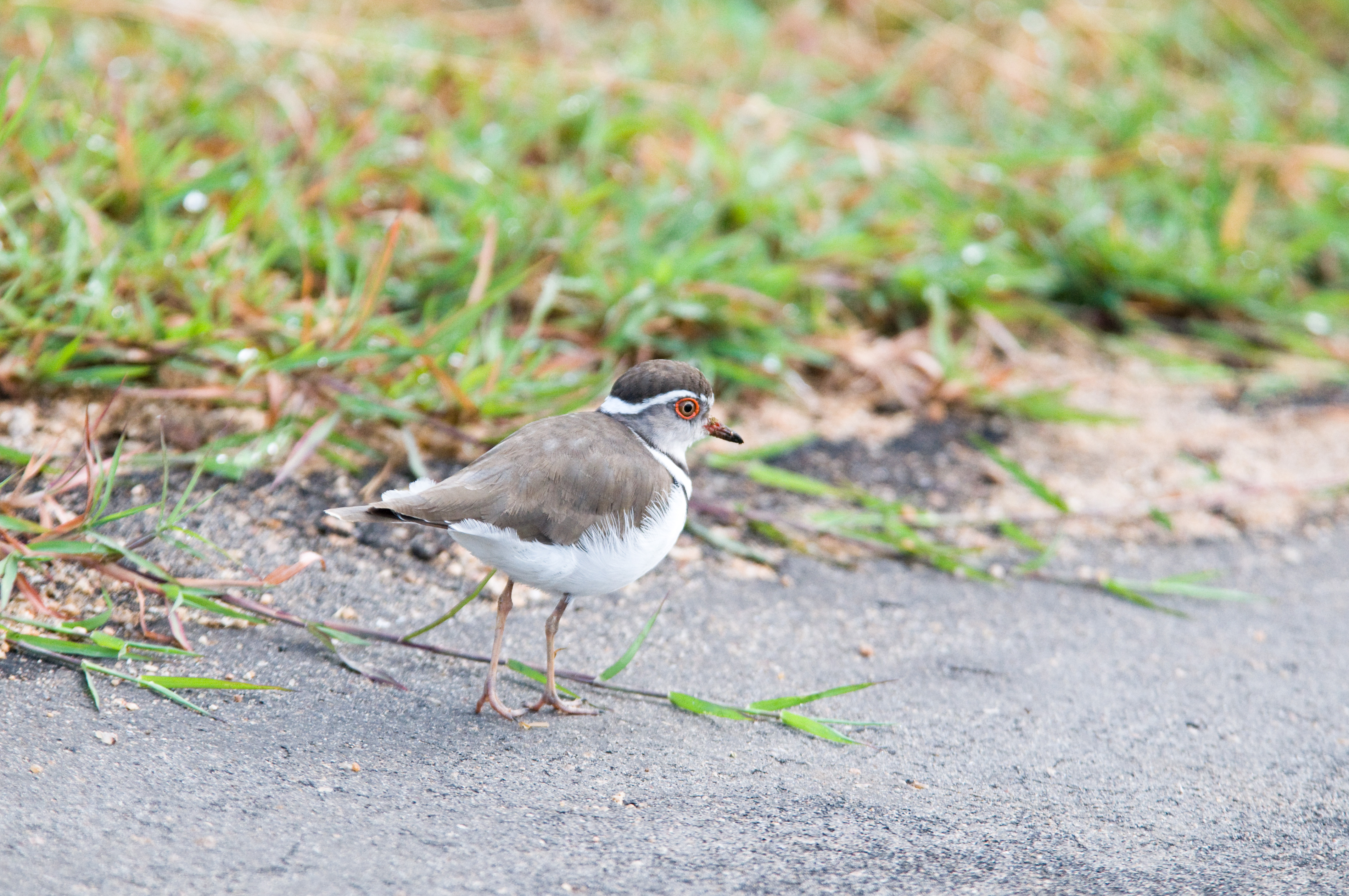
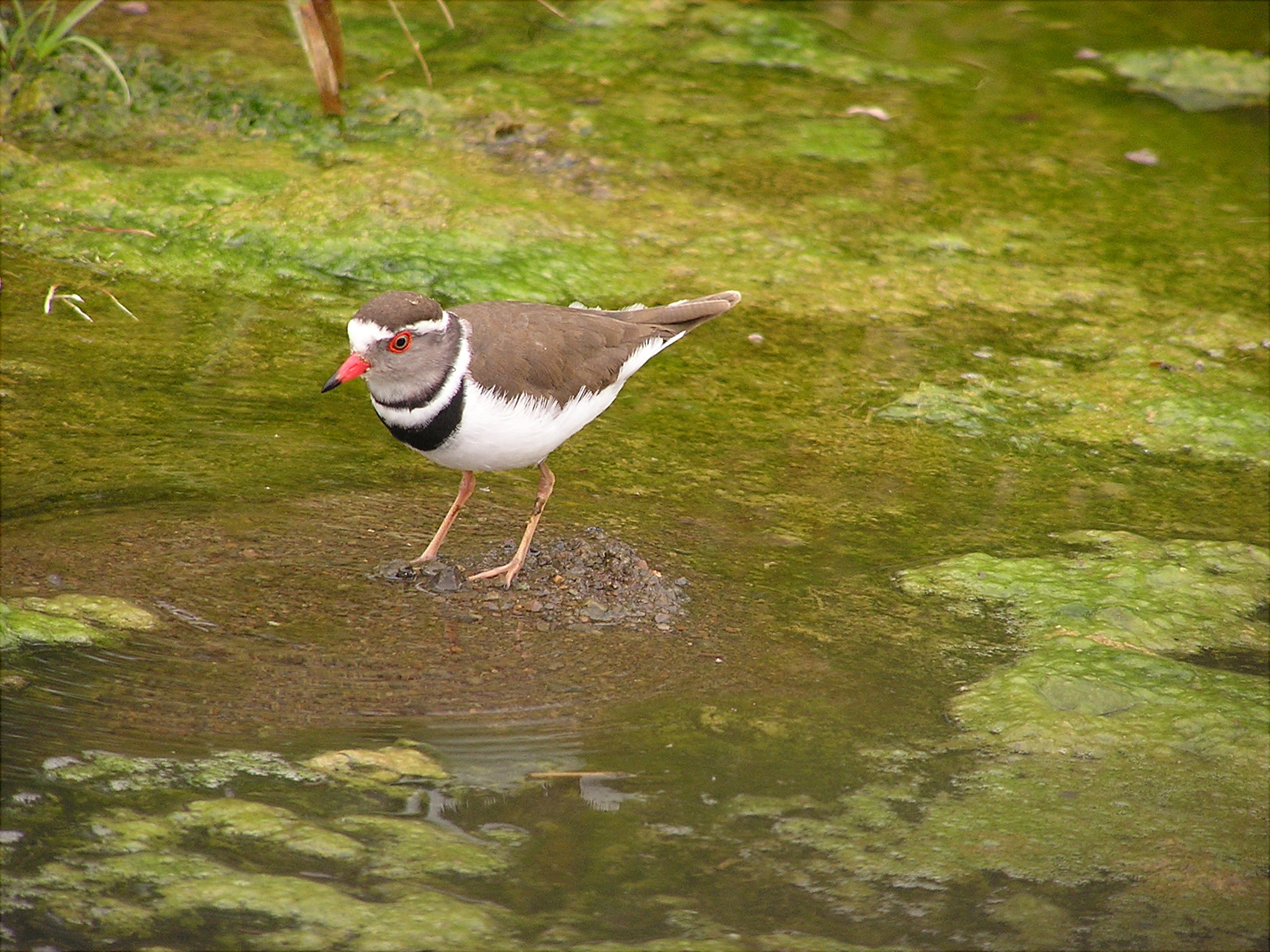
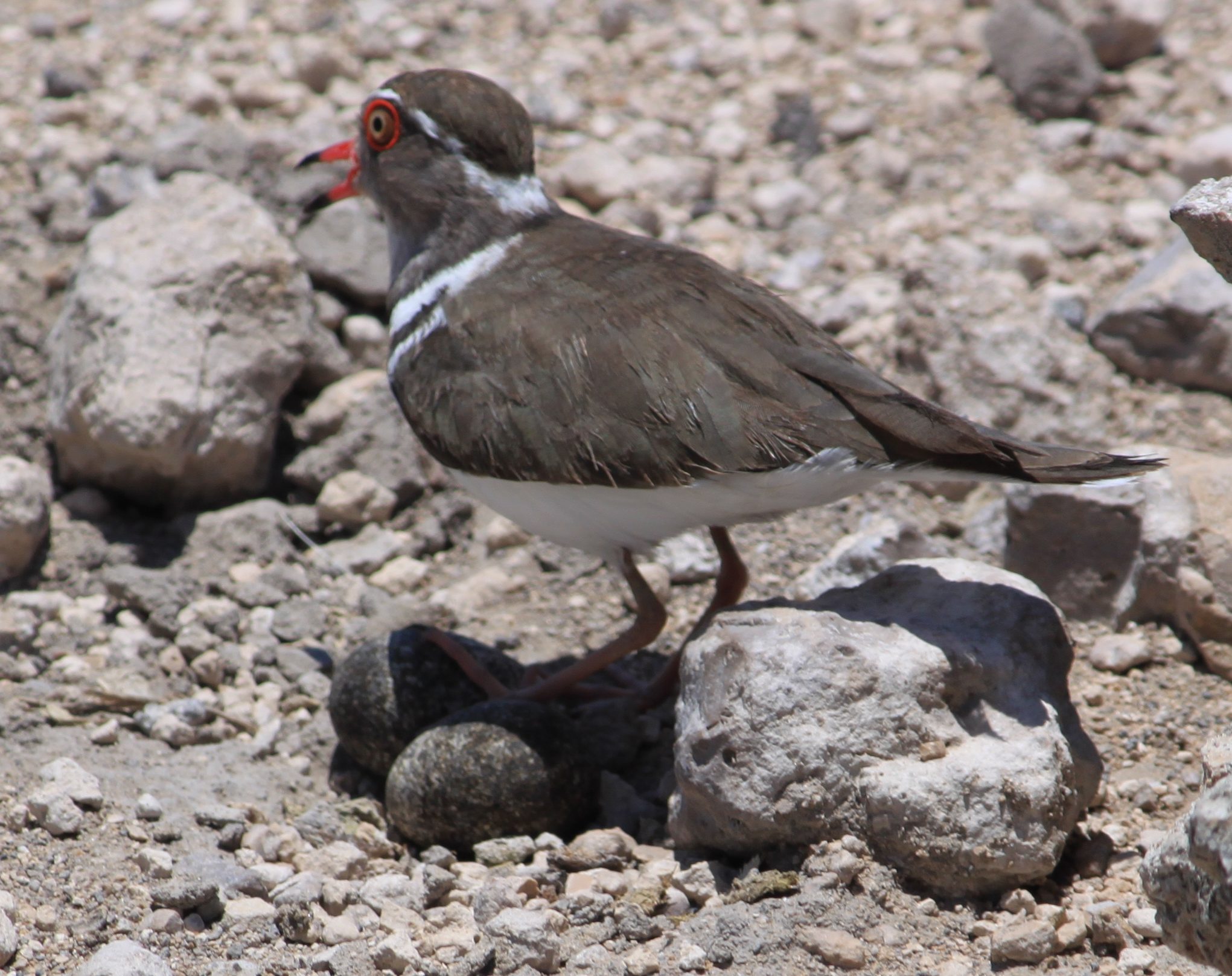
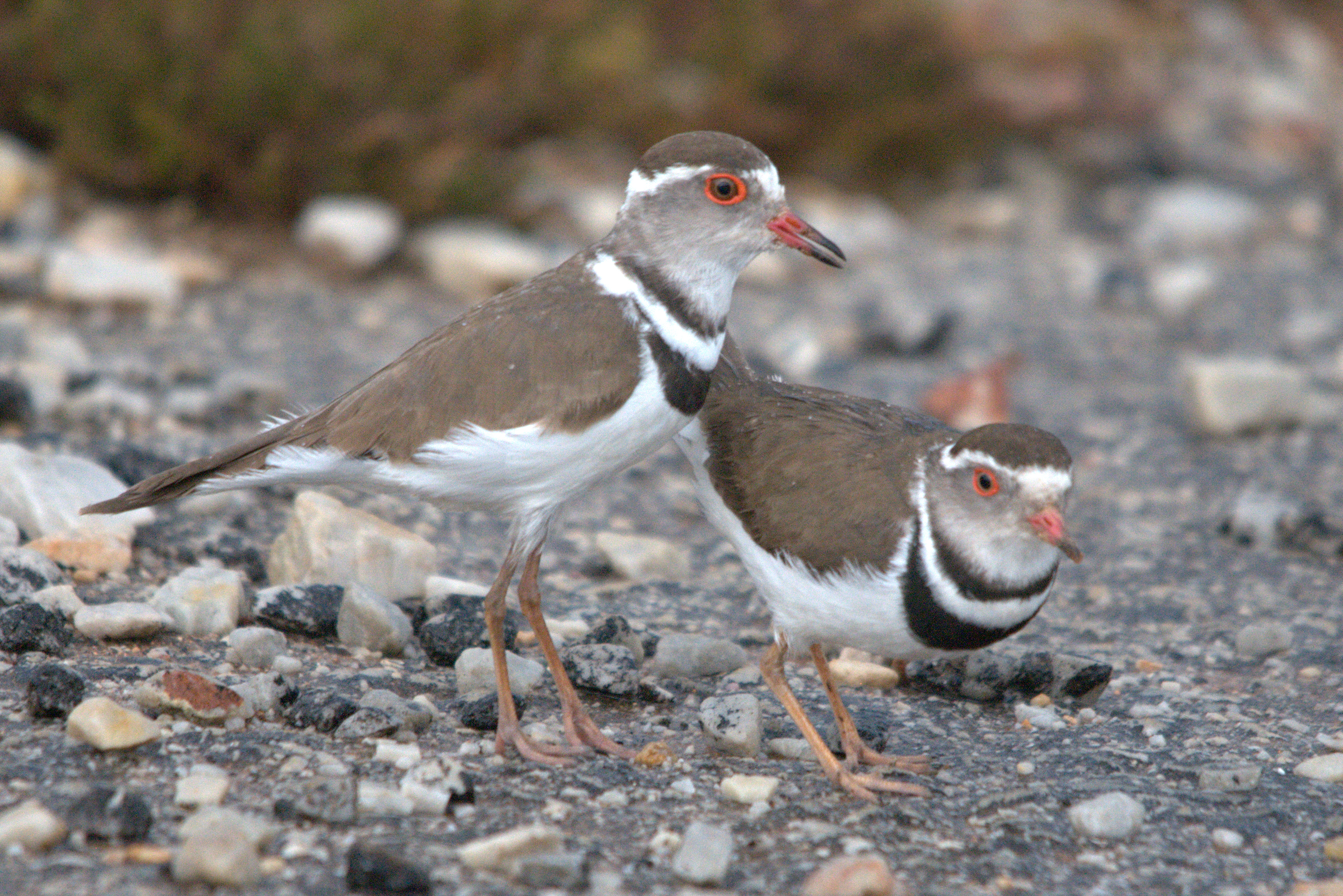
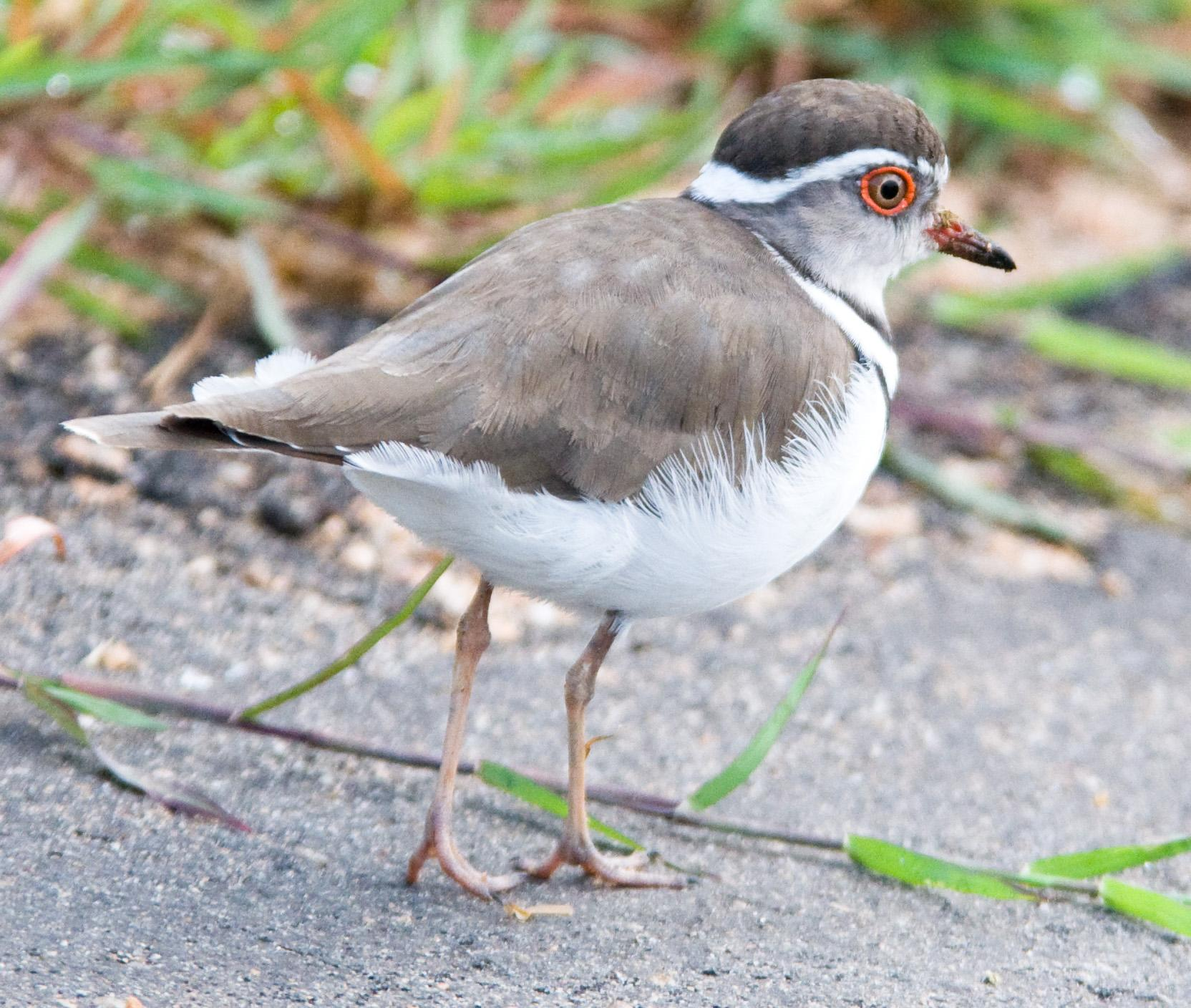